# Composition des équipes au Championnat d'Afrique masculin de handball 2018
Cet article liste la composition des équipes qualifiées au Championnat d'Afrique 2018 disputé au Gabon du 18 au 27 janvier 2018.

## Groupe A

### Algérie
Hichem Kaabeche et Ayoub Abdi ont déclaré forfait tandis que Abdelkader Rahim et Abdelmalek Slahdji ont quitté leurs partenaires en plein tournoi amical à Doha après des désaccords importants avec Sofiane Haïouani, le sélectionneur national,
- Effectif de l'Équipe d'Algérie pour le Championnat d'Afrique des nations 2018[3]

| Sélectionneur            | Sélectionneur                | Sofiane Hiouani et Zine Eddine Mohamed Seghir | Sofiane Hiouani et Zine Eddine Mohamed Seghir | Sofiane Hiouani et Zine Eddine Mohamed Seghir |
| N°                       | Nom                          | Date de naissance                             | Sél. (buts)                                   | Club                                          |
| Gardiens de but          |                              |                                               |                                               |                                               |
| 12                       | Abdellah Benmenni            | 19 août 1986                                  | 6 (0)                                         | GS Pétroliers                                 |
| 33                       | Adel Bousmal                 | 1er mai 1985                                  | 31 (0)                                        | Mesleki Yeterlilik                            |
| 22                       | Ghedbane Khelifa             | 26 novembre 1996                              | 0 (0)                                         | GS Pétroliers                                 |
| Ailiers                  |                              |                                               |                                               |                                               |
| 7                        | Hichem Daoud                 | 9 janvier 1992                                | 16 (36)                                       | Istres Provence Handball                      |
| 13                       | Riad Chehbour                | 28 juillet 1985                               | 89 (219)                                      | GS Pétroliers                                 |
| 19                       | Ayatallah el Khoumini Hamoud | 10 août 1990                                  | 54 (42)                                       | ES Aïn Touta                                  |
| 15                       | Redouane Saker               | 1er octobre 1991                              | 0 (0)                                         | JSE Skikda                                    |
|                          | Ahmed Boussaïd               | 28 ans                                        |                                               | GS Pétroliers                                 |
|                          | Hadj Sadok Mustapha          |                                               |                                               | CRB Baraki                                    |
| Arrières et Demi-centres |                              |                                               |                                               |                                               |
| 6                        | Messaoud Berkous             | 20 juillet 1989                               | 79 (208)                                      | Zamalek SC                                    |
| 17                       | Abderrahim Berriah           | 19 janvier 1988                               | 77 (190)                                      | GS Pétroliers                                 |
| 9                        | Mohamed Loudf                | 30 ans                                        | 0 (0)                                         | GS Pétroliers                                 |
|                          | Walid Djebrouni              | 24 ans                                        |                                               | JSE Skikda                                    |
|                          | Mohamed-Amine Belaïd         | 28 ans                                        |                                               | Al-Gharafa                                    |
| Pivots                   |                              |                                               |                                               |                                               |
|                          | Abdennour Hammouche          | 25 ans                                        |                                               | CRBB Arréridj                                 |
|                          | Réda Arib                    | 27 ans                                        |                                               | GS Pétroliers                                 |

### Tunisie
Wael Jallouz a déclaré forfait après une blessure au tibia